# Mónica Marchante Moralejo
Mónica Marchante Moralejo (Roma, 23 d'octubre de 1968) és una periodista esportiva espanyola, especialitzada en informació esportiva, tant en ràdio com en televisió.
Es va llicenciar en Ciències de la Informació, branca de periodisme. Empleada a Ràdio Espanya i Ràdio Intercontinental de Madrid, va entrar a treballar per Canal+ el 1996, on va participar en la retransmissió dels partits de futbol de la Lliga espanyola de Futbol, Copa del Rei, Champions League, eurocopes i mundials de futbol, cobrant fama per les seves entrevistes a les llotges dels estadis de futbol d'Espanya en el postpartit. Posteriorment ha treballat en Cuatro i Movistar+. El 2016 va ser fitxada pel programa El Partidazo de COPE de la Cadena COPE.

## Premis
- Premi «Todos Somos Estudiantes» (2017)[6][7]